# Limba galeză din Chubut
Limba galeză (galeză Cymraeg y Wladfa) este o varietate a limbii galeze vorbită în Y Wladfa, regiunea din Patagonia (Argentina) în care s-au așezat numeroși coloniști galezi, în special în regiunea Chubutului.